# MC Lyte
MC Lyte, pseudonimo di Lana Michelle Moorer (Brooklyn, 11 ottobre 1970), è una rapper e attrice statunitense.

## Biografia
Lana Michelle è nata a Brooklyn e ha iniziato a scrivere le sue prime rime all'età di dodici anni. Nel 1984, scrisse la sua prima canzone, I Cram to Understand U (Sam) che registrò solo due anni dopo. Nel settembre del 1988, pubblicò il suo album di debutto, Lyte as a Rock e nel 1989 il suo secondo album Eyes on This, con i singolo Cha Cha Cha e Cappucino. Nel 1991, pubblicò il suo terzo album, Act Like You Know, avente un sound New jack swing. Il suo quarto disco, Ain't No Other, uscito nel 1993, si guadagno il Disco d'oro. Il suo terzultimo album, Bad as I Wanna B, uscì nel 1996 e fu prodotto da Sean Combs. Anche questo disco, come il precedente, si guadagno il Disco d'oro. Da qui è stato pubblicato il singolo Cold Rock a Party. Seven & Seven, il suo sesto album, uscito nel 1998 non ebbe molto successo, anche se MC Lyte ha pubblicato un altro album nel 2003, Da Undaground Heat, Vol. 1.

## Filmografia

### Cinema
- Fly by Night, regia di Steve Gomer (1992)
- Hollywood brucia (An Alan Smithee Film: Burn Hollywood Burn), regia di Arthur Hiller (1997)
- A Luv Tale, regia di Sidra Smith (1999)
- Train Ride, regia di Rel Dowdell (2000)
- Civil Brand, regia di Neema Barnette (2002)
- Playas Ball, regia di Jennifer Harper (2007)
- The Dempsey Sisters, regia di Roger Melvin (2013)
- Patti Cake$, regia di Geremy Jasper (2017)
- Il viaggio delle ragazze (Girls Trip), regia di Malcolm D. Lee (2017)
- Loved To Death, regia di Lee Davis (2019)
- Bad Hair, regia di Justin Simien (2020)
- Sylvie's Love (Sylvie), regia di Eugene Ashe (2020)

### Televisione
- New York Undercover - serie TV, episodi 1x17 (1995)
- In the House - serie TV, episodi 4x18 (1998)
- Get Real - serie TV, episodi 1x10 (1999)
- The District - serie TV, episodi 2x11 (2002)
- Tris di cuori (For Your Love) - serie TV, 4 episodi (1998-2002)
- Holla - serie TV (2002)
- Platinum - serie TV, episodi 1x4 (2003)
- Squadra Med - Il coraggio delle donne (Strong Medicine) - serie TV, episodi 4x16 (2003)
- Half & Half - serie TV, 18 episodi (2004-2006)
- A Celebration of American Creativity: In Performance at the White House - serie TV (2016)
- Tales - serie TV, episodi 1x2 (2017)
- The Comedy Underground Series - serie TV, episodi 2x1 (2017)
- S.W.A.T. - serie TV, episodi 1x11-1x20 (2018)
- Regina del sud (Queen of the South) - serie TV, episodi 2x8-2x13-3x5 (2017-2018)
- Power - serie TV, episodi 5x10 (2018)
- New York Undercover, regia di Anthony Hemingway - film TV (2019)

## Discografia

### Album
- Lyte as a Rock (1988)
- Eyes on This (1989)
- Act Like You Know (1991)
- Ain't No Other (1993)
- Bad as I Wanna B (1996)
- Seven & Seven (1998)
- Da Undaground Heat, Vol. 1 (2003)

### Compilation
- Badder Than B-Fore (1998)
- The Very Best of MC Lyte (2001)
- The Shit I Never Dropped (2003)
- Rhyme Masters (2005)

## Doppiatrici italiane
Nelle versioni in italiano delle opere in cui ha recitato, MC Lyte è stata doppiata da:
- Tiziana Avarista in Patti Cakes
- Alessandra Cassioli in Regina del Sud (st. 2)
- Monica Migliori in Regina del Sud (st. 3)
- Alessandra Korompay in S.W.A.T.